# 奥黛丽·迪万
奥德蕾·迪万（法語：Audrey Diwan，1980年—）是一名黎巴嫩裔法国女编剧和导演，之前当过记者。她是提倡改善男女平权的电影行业的社会组织 Collectif 50/50 的成员。

## 生平
迪萬學生時期主修新聞學和政治學，先生是電影監製提博·蓋斯特（Thibault Gast）。她的第一部小說《謊言的製造》獲得了2008年勒內法萊獎的二等獎。

## 事业
- 2013年迪萬想要運用本科系的專長創業，於是找了Aude Walker共同創辦《Stylist雜誌》，迪萬負責編輯總監，而合夥人則是雜誌主編。
- 2019年首次执导电影，2021年电影《正发生》赢得第78届威尼斯影展金狮奖[3]。
- 2021年擔任聖塞巴斯蒂安國際電影節評審團成員。
- 2022年擔任第12屆尼康電影節評審團成員。

## 個人作品

### 記者生涯
- Technikart
- Glamour
- Ça balance à Paris
- Cinémas
- La Quotidienne du cinéma
- Stylist（自己創業）

### 出版品
- Confession d'un salaud（一個混蛋的自白，2004年），與Fatou Biramah合著
- La Fabrication d'un mensonge（謊言的製造，2008年），小說體裁
- 11 femmes : 11 nouvelles inédites（11 位女性：11 篇未發表的短篇小說，2008年）共同創作
- De l'autre côté de l'été（在夏天的另一邊，2009年）
- How to be parisian（如何成為巴黎人，2013年），與Anne Berest、Caroline de Maigret和Sophie Mas合著，該書被翻譯成13種語言，銷售到世界各地

### 编剧
- 2008 : De feu et de glace (电视电影)
- 2009 : Twenty Show (电视电影)
- 2010 : Mafiosa, saison 4
- 2010 : Aux yeux de tous
- 2012 : Le Chant des sirènes
- 2012 : La French
- 2015 : HHhH
- 2018 : Ami-ami
- 2019 : Losing It
- 2020 : BAC Nord
- 2021 : 正发生

### 导演
- 2019 : Losing It
- 2021 : 正发生

## 獎項

### 獲獎
- 2021年威尼斯電影節金獅獎

### 入圍
- 2022年盧米埃爾獎，《L' Événement》入圍最佳影片獎和最佳導演獎
- 2022年凱薩電影獎，入圍最佳導演獎、最佳改編獎
- 2022年英國電影學院獎入圍最佳導演獎